# Ce que je veux de plus
Pour plus de détails, voir Fiche technique et Distribution.
Ce que je veux de plus (Cosa voglio di più) est un film italien, réalisé en 2010 par Silvio Soldini. 
Interprété par Alba Rohrwacher et Pierfrancesco Favino, il relate la passion amoureuse d'une femme et d'un homme ayant chacun une relation de couple.

## Synopsis
Anna, jolie femme comptable dans une compagnie d'assurances, vit une existence paisible avec Alessio, un homme attentionné qui souhaite fonder une famille. Elle rencontre par hasard Domenico, gérant d'une entreprise de catering, marié et père de famille. L'attirance est immédiate et réciproque et tous deux entament une relation passionnée faite de rendez-vous clandestins, de ruptures et de réconciliations enflammées. Cette liaison perturbe leurs couples respectifs, mais aussi le tissu bien ordonné des relations humaines et des habitudes de vie. Le réalisateur explore la complexité des sentiments amoureux et du désir avec sobriété et intimisme.

## Fiche technique
- Titre : Ce que je veux de plus
- Titre original : Cosa voglio di più
- Réalisation : Silvio Soldini
- Scénario : Doriana Leondeff (it), Angelo Carbone, Silvio Soldini
- Photographie : Ramiro Civita (en)
- Musique : Giovanni Venosta
- Montage : Carlotta Cristiani
- Décors : Paola Bizzarri (it)
- Assistant réalisateur : Cinzia Castania
- Production : Lionello Cerri et Ruth Waldburger
- Durée : 126 minutes
- Genre : Drame et érotique
- Pays de production :  Italie,  Suisse et  France
- Année de réalisation : 2010
- Dates de sortie :

Berlinale : 15 février 2010
Italie : 30 avril 2010
Belgique : 11 août 2010
France : 11 août 2010

## Distribution
- Alba Rohrwacher : Anna
- Pierfrancesco Favino : Domenico
- Teresa Saponangelo : Miriam, épouse de Domenico
- Giuseppe Battiston : Alessio, compagnon d'Ana
- Fabio Troiano (it) : Bruno
- Tatiana Lepore (it) : Bianca

## Récompense
Festival du film de Cabourg 2010 : Grand prix